# توني جونز (صحفي)
توني جونز (بالإنجليزية: Tony Jones)‏ هو صحفي أسترالي، ولد في 13 نوفمبر 1956.